# استان ایرایی
استان ایرایی (به لاتین: Airai) یک منطقهٔ مسکونی در پالائو است که در پالائو واقع شده‌است. استان ایرایی ۴۴ کیلومتر مربع مساحت و ۲٬۴۵۵ نفر جمعیت دارد.